# Mahsa Ghorbani

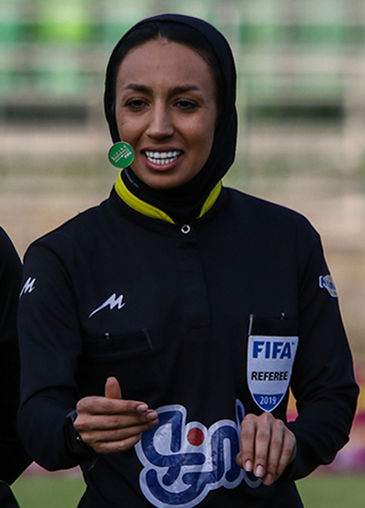
Mahsa Ghorbani, 2019

Mahsa Ghorbani (persisch مهسا قربانی; * 1989) ist eine iranische Fußballschiedsrichterin.
Ghorbani begann 2006 mit dem Fußballspielen und spielte als Torhüterin, bis 2008, als sie erstmals Schiedsrichterkurse besuchte. Seit 2009 leitet sie Spiele in der iranischen Fußballliga.
Seit 2017 steht sie auf der FIFA-Liste und leitet internationale Fußballspiele.
Bei der Asienmeisterschaft 2018 in Jordanien und der Asienmeisterschaft 2022 in Indien leitete Ghorbani jeweils ein Spiel in der Gruppenphase.
Zudem leitete sie vier Spiele in der asiatischen Qualifikation für das olympische Fußballturnier 2020 in Tokio.
Sie hat einen Master in Sportmarketing.